# Nineanna (Babylon)
Nineanna, auch Nin-E-anna (akkadisch Ekidurini/E-ki-dur-ini, auch Belit-nina, Nin-nina, sumerisch KA-ZAL, PA-AN, GAR.ZA) war ein wahrscheinlicher Tempelkomplex in der Neustadt von Babylon, der erst unter Nebukadnezar II. neu erbaut wurde. Der Name Nineanna oder Ekidurini bedeutet: Haus der Himmelsherrin an der Erdmauer.
Nebukadnezar II. gibt dem ersten von beiden Tempeln den Namen Am Innenraum der Stadtmauer (sa-tuqbat-duri). Das zweite Heiligtum wurde Am Ufer des Kanals (kisad palgi) genannt. Mit dem Kanal identifizierte Nebukadnezar II. den Neustadtkanal. Durch umfangreiche Keilschriftfunde ist die Aussprache Ekidurini bekannt. Die Opferkalender erbringen zusätzlich den Nachweis, dass es tatsächlich zwei Heiligtümer gleichen Namens gab.
Nabu-na'id benennt beide Tempel mit (kilattan) Ekidurinim. Die auffällige Lage von zwei Heiligtümern in der Neustadt findet sein Pendant in Assur, wo ebenfalls zwei Ischtar-Tempel zu einem Gebäudekomplex vereinigt waren.